# Instituto para el Estudio y Eliminación de la Influencia Judía en la Vida de la Iglesia Alemana

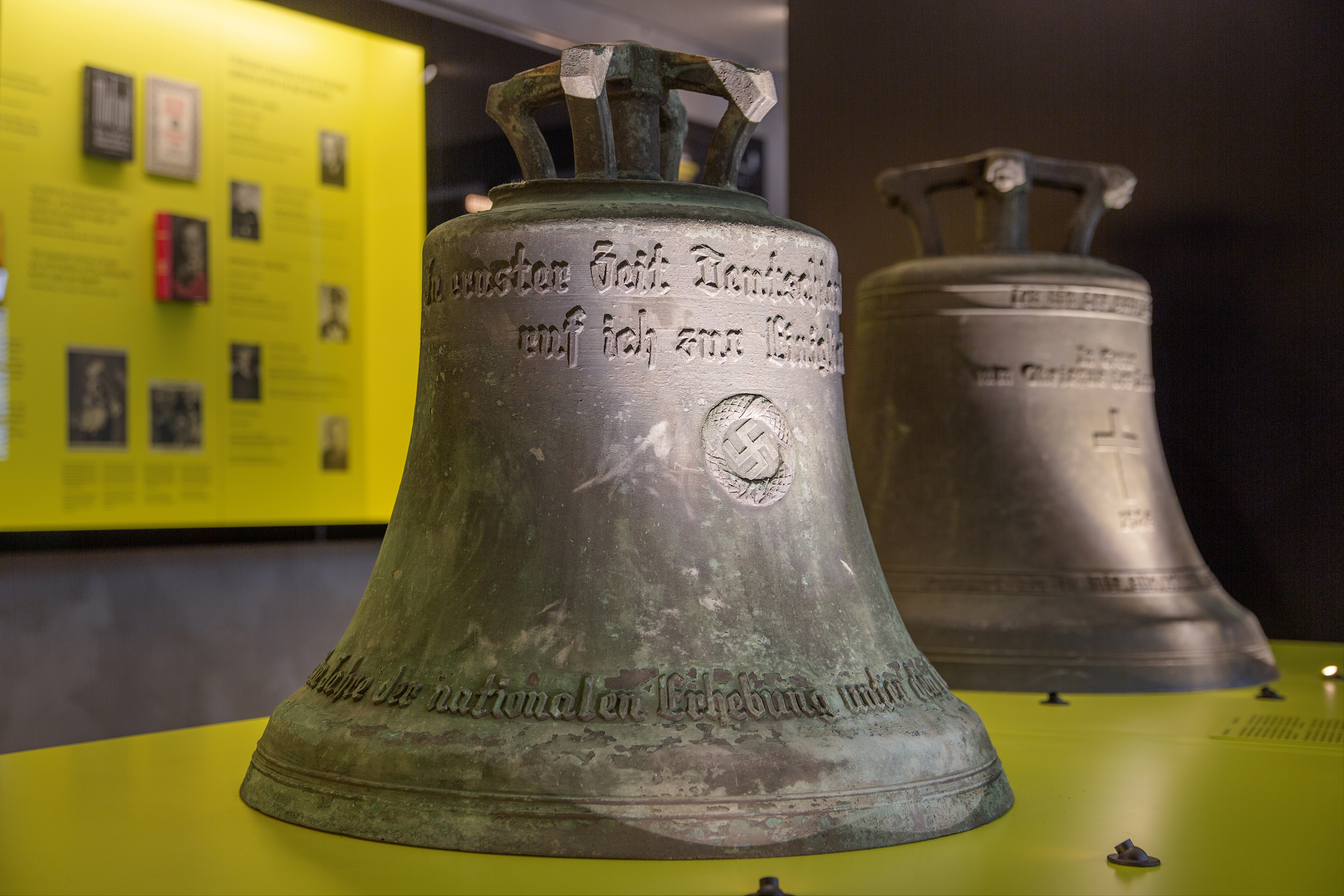
Dos “campanas nazis” de iglesias de Turingia se exhiben en la exposición especial “Estudio y erradicación. El “Instituto de dejudaización” de la Iglesia, 1939-1945”.

El Instituto para el Estudio y Eliminación de la Influencia Judía en la Vida de la Iglesia Alemana (en alemán: Institut zur Erforschung und Beseitigung des jüdischen Einflusses auf das deutsche kirchliche Leben) conocido extraoficialmente como Instituto de Desjudaización (en alemán: Entjudungsinstitut) surgió de la organización entre once iglesias protestantes alemanas durante la Alemania nazi, fundada a instancias del movimiento cristiano alemán. Fue establecida en Eisenach por Siegfried Leffler y Walter Grundmann. Georg Bertram, profesor de Nuevo Testamento en la Universidad de Giessen, quien dirigió el Instituto desde 1943 hasta su disolución en mayo de 1945, escribió sobre sus objetivos en marzo de 1944:
“'Esta guerra es la guerra de los judíos contra Europa'. Esta frase encierra una verdad que es confirmada una y otra vez por las investigaciones del Instituto, que no sólo se ajustan al ataque frontal, sino también al fortalecimiento del frente interior para el ataque y la defensa contra toda la judería encubierta y judía. el ser, que ha rezumado en la Cultura Occidental a lo largo de los siglos, [...] así el Instituto, además del estudio y eliminación de la influencia judía, tiene también la tarea positiva de comprender el propio ser cristiano alemán y el organización de una vida piadosa alemana basada en este conocimiento".
El Instituto editó una Biblia sin el Antiguo Testamento y rehízo el Nuevo Testamento, eliminando las genealogías de Jesús que mostraban su ascendencia davídica. Eliminó nombres y lugares judíos, citas del Antiguo Testamento (a menos que mostraran a los judíos de mala manera) y cualquier mención de profecías cumplidas del Antiguo Testamento. Rehízo a Jesús en una figura militarista y heroica que luchaba contra los judíos utilizando un lenguaje nazi.
En 1942, el Instituto editó un libro de himnos, Grosser Gott wir loben Dich, que también eliminó cualquier referencia a Sion, Jehová, Jerusalén, el Templo y el Salmo. Las palabras se reescribieron sustancialmente y muchos autores de los siglos XIX y XX estuvieron representados que antes no lo estaban. Era aproximadamente la mitad del tamaño de los libros de himnos anteriores.
La Lutherhaus Eisenach ha estado mostrando la exposición especial Estudio y Erradicación. El "Instituto de desjudaización" de la Iglesia, 1939–1945, que examina los antecedentes históricos, los orígenes, el trabajo y el impacto del instituto desde 2019. La exposición permaneció expuesta hasta finales de 2022.

## Iglesias fundadoras
La Iglesia Evangélica de Alemania central, Iglesia Evangélica Luterana del norte de Alemania, Iglesia Evangélica Luterana Regional de Sajonia, Iglesia Evangélica Regional de Anhalt, Iglesia Evangélica de Hesse y Nassau, Iglesia Evangélica Luterana de Oldenburg, Iglesia Evangélica del Palatinado (Iglesia regional protestante) y la Iglesia Evangélica de la Confesión de Augsburgo en Austria y las Confesiones Helvéticas en Austria. La Unión de Iglesias Evangélicas estaba compuesta por iglesias miembros individuales.